# 海南九节
海南九节（学名：Psychotria hainanensis）为茜草科九节属下的一个种。其种加词“hainanensis”意为“海南的”。